# Гай Дидий
Гай Дидий (на латински: Caius Didius) e римски военен.
Той произлиза от плебейската фамилия Дидии. През 46 пр.н.е. той е легат на Юлий Цезар в Испания и се бие против помпеаните.